# Saut en longueur masculin aux championnats du monde d'athlétisme 2011
Navigation
Berlin 2009 Moscou 2013
L'épreuve du saut en longueur masculin des championnats du monde de 2011 s'est déroulée les 1er et 2 septembre 2011 dans le stade de Daegu en Corée du Sud. Elle est remportée par l'Américain Dwight Phillips.

## Records et performances

### Records
Les records du saut en longueur hommes (mondial, des championnats et par continent) étaient avant les championnats 2011 les suivants.
| Record                    | Athlète                     | Pays             | Résultat | Lieu        | Date            |
| ------------------------- | --------------------------- | ---------------- | -------- | ----------- | --------------- |
| Record du monde           | Mike Powell                 | États-Unis       | 8,95 m   | Tokyo       | 30 août 1991    |
| Record des championnats   | Mike Powell                 | États-Unis       | 8,95 m   | Tokyo       | 30 août 1991    |
| Record d'Afrique          | Godfrey Khotso Mokoena      | Afrique du Sud   | 8,50 m   | Madrid      | 4 juillet 2009  |
| Record d'Asie             | Mohamed Salman Al Khuwalidi | Arabie saoudite  | 8,48 m   | Sotteville  | 2 juillet 2006  |
| Record d'Amérique du Nord | Mike Powell                 | États-Unis       | 8,95 m   | Tokyo       | 30 août 1991    |
| Record d'Amérique du Sud  | Irving Saladino             | Panama           | 8,73 m   | Hengelo     | 24 mai 2008     |
| Record d'Europe           | Robert Emmiyan              | Union soviétique | 8,86 m   | Tsakhkadzor | 22 mai 1987     |
| Record d'Océanie          | Mitchell Watt               | Australie        | 8,54 m   | Stockholm   | 29 juillet 2011 |

### Meilleures performances de l'année 2011
Les dix athlètes les plus performants de l'année sont, avant les championnats (au 21 août 2011), les suivants.
|    | Athlète               | Pays        | Résultat | Date            |
| -- | --------------------- | ----------- | -------- | --------------- |
| 1  | Mitchell Watt         | Australie   | 8,54 m   | 29 juillet 2011 |
| 2  | Ngonidzashe Makusha   | Zimbabwe    | 8,40 m   | 9 juin 2011     |
| 3  | Irving Saladino       | Panama      | 8,40 m   | 8 juillet 2011  |
| 4  | Yahya Berrabah        | Maroc       | 8,37 m   | 22 juillet 2011 |
| 5  | Christopher Tomlinson | Royaume-Uni | 8,35 m   | 8 juillet 2011  |
| 6  | Marcos Chuva          | Portugal    | 8,34 m   | 9 août 2011     |
| 7  | Will Claye            | États-Unis  | 8,29 m   | 14 mai 2011     |
| 8  | Aleksandr Menkov      | Russie      | 8,28 m   | 4 juin 2011     |
| 9  | Greg Rutherford       | Royaume-Uni | 8,27 m   | 8 juillet 2011  |
| 10 | Salim Sdiri           | France      | 8,27 m   | 13 août 2011    |

## Engagés
Pour se qualifier, il faut avoir réalisé au moins 8,20 (minimum A) ou 8,10 m (minimum B) du 1er janvier 2010 au 15 août 2011.

## Médaillés
| Or                    | Argent              | Bronze                    |
| Dwight Phillips (USA) | Mitchell Watt (AUS) | Ngonidzashe Makusha (ZIM) |

## Résultats

### Finale
| Rang               | Athlète               | Pays           | Essais | Essais | Essais | Essais | Essais | Essais | Marque | Notes |
| Rang               | Athlète               | Pays           | 1      | 2      | 3      | 4      | 5      | 6      | Marque | Notes |
| ------------------ | --------------------- | -------------- | ------ | ------ | ------ | ------ | ------ | ------ | ------ | ----- |
| Médaille d'or      | Dwight Phillips       | États-Unis     | 8,31 m | 8,45 m | x      | x      | x      | x      | 8,45 m | SB    |
| Médaille d'argent  | Mitchell Watt         | Australie      | x      | 8,33 m | 4,90 m | 7,79 m | x      | 8,06 m | 8,33 m |       |
| Médaille de bronze | Ngonidzashe Makusha   | Zimbabwe       | 8,29 m | 8,15 m | 8,14 m | 8,00 m | 8,07 m | x      | 8,29 m |       |
| 4                  | Yahya Berrabah        | Maroc          | 8,03 m | 8,23 m | x      | x      | x      | x      | 8,23 m |       |
| 5                  | Luvo Manyonga         | Afrique du Sud | 8,21 m | x      | 7,82 m | x      | x      | x      | 8,21 m |       |
| 6                  | Aleksandr Menkov      | Russie         | 7,74 m | 8,19 m | x      | x      | 8,07 m | x      | 8,19 m |       |
| 7                  | Christian Reif        | Allemagne      | 7,90 m | 8,19 m | x      | 7,98 m | x      | 7,97 m | 8,19 m |       |
| 8                  | Sebastian Bayer       | Allemagne      | 8,17 m | 8,06 m | 8,13 m | 8,04 m | 7,91 m | 8,02 m | 8,17 m | SB    |
| 9                  | Will Claye            | États-Unis     | 8,08 m | 7,98 m | 8,10 m |        |        |        | 8,10 m |       |
| 10                 | Marcos Chuva          | Portugal       | 8,05 m | x      | 7,99 m |        |        |        | 8,05 m |       |
| 11                 | Christopher Tomlinson | Royaume-Uni    | 7,86 m | x      | 7,87 m |        |        |        | 7,87 m |       |
|                    | Deokhyeon Kim         | Corée du Sud   |        |        |        |        |        |        | DNS    |       |

### Qualifications
Qualification pour la finale : 8,15 m (Q) ou parmi les 12 meilleurs sauts (q).
| Rang | Groupe | Athlète                   | Nationalité    | Essai 1 | Essai 2 | Essai 3 | Résultat | Notes  |
| ---- | ------ | ------------------------- | -------------- | ------- | ------- | ------- | -------- | ------ |
| 1    | A      | Dwight Phillips           | États-Unis     | 8,32 m  |         |         | 8,32 m   | Q (SB) |
| 2    | A      | Mitchell Watt             | Australie      | 6,43 m  | 8,15 m  |         | 8,15 m   | Q      |
| 3    | A      | Christian Reif            | Allemagne      | x       | 8,13 m  | x       | 8,13 m   | q      |
| 4    | B      | Ngonidzashe Makusha       | Zimbabwe       | 8,05 m  | 7,83 m  | 8,11 m  | 8,11 m   | q      |
| 5    | B      | Sebastian Bayer           | Allemagne      | 8,11 m  | -       | -       | 8,11 m   | q      |
| 6    | B      | Marcos Chuva              | Portugal       | x       | 8,10 m  | x       | 8,10 m   | q      |
| 7    | B      | Will Claye                | États-Unis     | 7,83 m  | 7,94 m  | 8,09 m  | 8,09 m   | q      |
| 8    | A      | Aleksandr Menkov          | Russie         | 8,07 m  | x       | -       | 8,07 m   | q      |
| 9    | A      | Yahya Berrabah            | Maroc          | x       | 8,03 m  | 8,05 m  | 8,05 m   | q      |
| 10   | B      | Luvo Manyonga             | Afrique du Sud | 7,77 m  | 7,72 m  | 8,04 m  | 8,04 m   | q      |
| 11   | A      | Deokhyeon Kim             | Corée du Sud   | 7,86 m  | 7,99 m  | 8,02 m  | 8,02 m   | q (SB) |
| 12   | A      | Christopher Tomlinson     | Royaume-Uni    | 7,95 m  | 7,84 m  | 8,02 m  | 8,02 m   | q      |
| 13   | A      | Marquise Goodwin          | États-Unis     | 7,92 m  | 7,78 m  | 8,02 m  | 8,02 m   |        |
| 14   | B      | Loúis Tsátoumas           | Grèce          | 8,01 m  | 7,89 m  | x       | 8,01 m   |        |
| 15   | B      | Greg Rutherford           | Royaume-Uni    | 8,00 m  | x       | -       | 8,00 m   |        |
| 16   | A      | Godfrey Khotso Mokoena    | Afrique du Sud | x       | x       | 8,00 m  | 8,00 m   |        |
| 17   | A      | Ignisious Gaisah          | Ghana          | x       | 7,92 m  | 7,78 m  | 7,92 m   |        |
| 18   | B      | Eusebio Cáceres           | Espagne        | 7,60 m  | 7,90 m  | 7,91 m  | 7,91 m   |        |
| 19   | B      | Tyrone Smith              | Bermudes       | x       | 7,79 m  | 7,91 m  | 7,91 m   |        |
| 20   | A      | Damar Forbes              | Jamaïque       | x       | x       | 7,91 m  | 7,91 m   |        |
| 21   | B      | Fabrice Lapierre          | Australie      | 7,80 m  | 7,89 m  | 7,76 m  | 7,89 m   |        |
| 22   | B      | Irving Saladino           | Panama         | x       | x       | 7,84 m  | 7,84 m   |        |
| 23   | A      | Luis Felipe Méliz         | Espagne        | 7,80 m  | 7,69 m  | 7,82 m  | 7,82 m   |        |
| 24   | A      | Robert Crowther           | Australie      | 7,74 m  | 7,64 m  | 7,67 m  | 7,74 m   |        |
| 25   | B      | Raymond Higgs             | Bahamas        | x       | 7,72 m  | x       | 7,72 m   |        |
| 26   | A      | Jorge McFarlane           | Pérou          | x       | x       | 7,66 m  | 7,66 m   |        |
| 27   | A      | Michel Tornéus            | Suède          | x       | 7,62 m  | 7,65 m  | 7,65 m   |        |
| 28   | A      | Salim Sdiri               | France         | 7,49 m  | 7,58 m  | 7,48 m  | 7,58 m   |        |
| 29   | B      | Lin Ching-Hsuan           | Taipei chinois | 7,30 m  | x       | x       | 7,30 m   |        |
| 30   | B      | Kristinn Torfason         | Islande        | 5,52 m  | 6,25 m  | 7,17 m  | 7,17 m   |        |
| 31   | B      | Trevell Quinley           | États-Unis     | 7,09 m  | x       | x       | 7,09 m   |        |
| 32   | B      | Su Xiongfeng              | Chine          | 7,03 m  |         |         | 7,03 m   |        |
|      | A      | Mohamed Fathalla Difallah | Égypte         | x       | x       | x       | NM       |        |
|      | A      | Povilas Mykolaitis        | Lituanie       | x       | x       | x       | NM       |        |
|      | B      | Henry Dagmil              | Philippines    | x       | x       | x       | NM       |        |
|      | B      | Stanley Gbagbeke          | Nigeria        |         |         |         | DNS      |        |

## Légende
Records et Performances
- AR : Record continental (area record)
- CR : Record des championnats (championship record)
- MR : Record du meeting (meet record)
- NR : Record national (national record)
- OR : Record olympique (olympic record)
- PR : Record paralympique (paralympic record)
- PB : Record personnel (personal best)
- SB : Meilleure performance personnelle de la saison (season's best)
- WL : Meilleure performance mondiale de l'année (world leader)
- WJR : Record du monde junior (world junior record)
- WR : Record du monde (world record)

Circonstances et Conditions
- DNF : N'a pas terminé (did not finish)
- DNS : N'a pas pris le départ (did not start)
- DQ : Disqualification (disqualification)
- NM : Aucun essai valable enregistré (No Mark)
- Q : Qualifié « directement » au prochain tour (ou à la prochaine compétition), lors d'une compétition majeure, grâce au classement ou à la réalisation des minima (automatic qualifier)
- q : Qualifié au prochain tour (ou à la prochaine compétition), lors d'une compétition majeure, grâce au repêchage ou à la réalisation de l'une des meilleures performances parmi celles des « non qualifiés directement » (grâce au meilleur temps ou à la meilleure distance par exemple) (secondary qualifier)